# Phronia diplocladia
Phronia diplocladia är en tvåvingeart som beskrevs av Wu 1995. Phronia diplocladia ingår i släktet Phronia och familjen svampmyggor.
Artens utbredningsområde är Zhejiang (Kina). Inga underarter finns listade i Catalogue of Life.